# Линдеман, Людвиг Матиас
Людвиг Матиас Линдеман (норв. Ludvig Mathias Lindeman, 28 ноября 1812, Тронхейм — 23 мая 1887, Осло) — норвежский композитор и фольклорист.

## Биография
Сын органиста Оле Андреаса Линдемана. В юности изучал теологию и музыку. В 1846 работал органистом в Христиании, с 1849 преподавал пение на теологическом семинаре. В 1883 совместно со своим сыном Петером Линдеманом основал «Норвежскую музыкальную школу», в 1894 году преобразованную в консерваторию Христиании (см. Норвежская музыкальная академия).

## Творчество
Автор прелюдий и фуг для органа, а также многих песен. Помимо этого, в 1853—1867 годах выпустил трёхтомное собрание норвежских народных песен Ældre og nyere norske Fjeldmelodier, которым впоследствии пользовались норвежские композиторы, в том числе Эдвард Григ, Юхан Свенсен и Хальфдан Хьерульф.